# Euceros melleus
Euceros melleus är en stekelart som beskrevs av Barron 1978. Euceros melleus ingår i släktet Euceros och familjen brokparasitsteklar. Inga underarter finns listade i Catalogue of Life.